# Pterospermum obliquum
Pterospermum obliquum är en malvaväxtart som beskrevs av Francisco Manuel Blanco. Pterospermum obliquum ingår i släktet Pterospermum och familjen malvaväxter. Inga underarter finns listade i Catalogue of Life.